# Die Prinzen
A Die Prinzen egy német együttes. Legismertebb számaik: Schwein sein, Küssen verboten, Alles nur geklaut, Millionär és Deutschland.

## Története

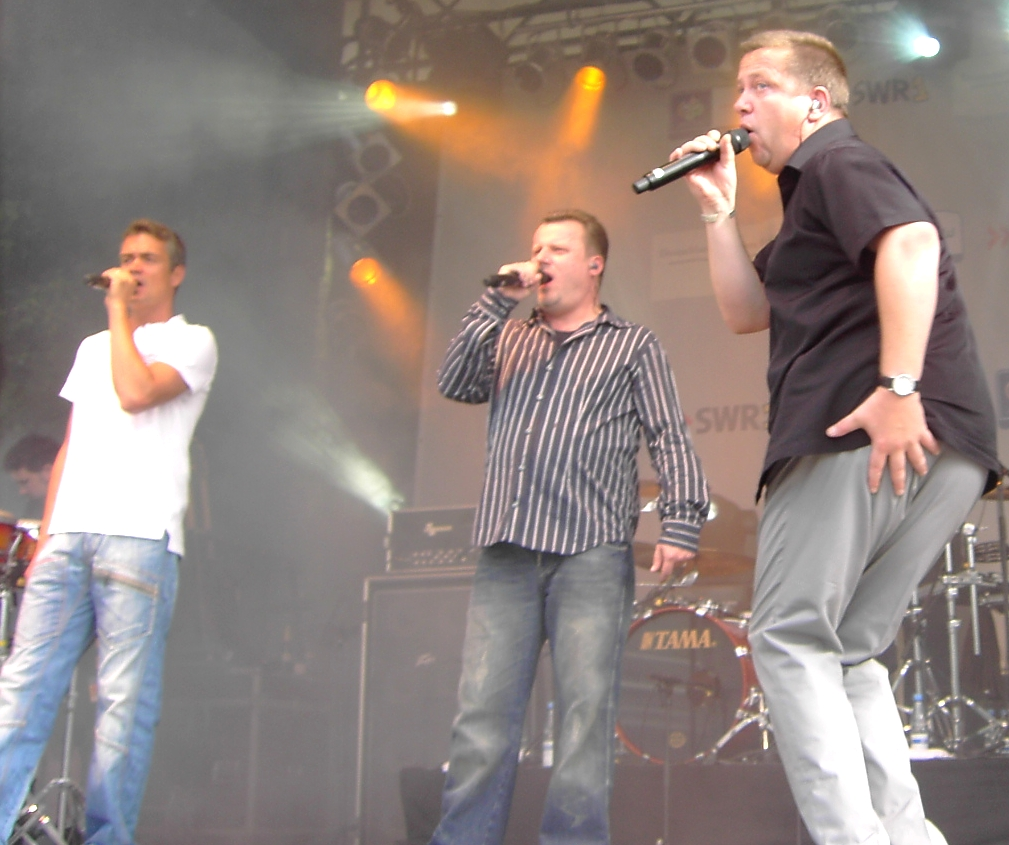
Hárman a Prinzenből 2006 júniusában

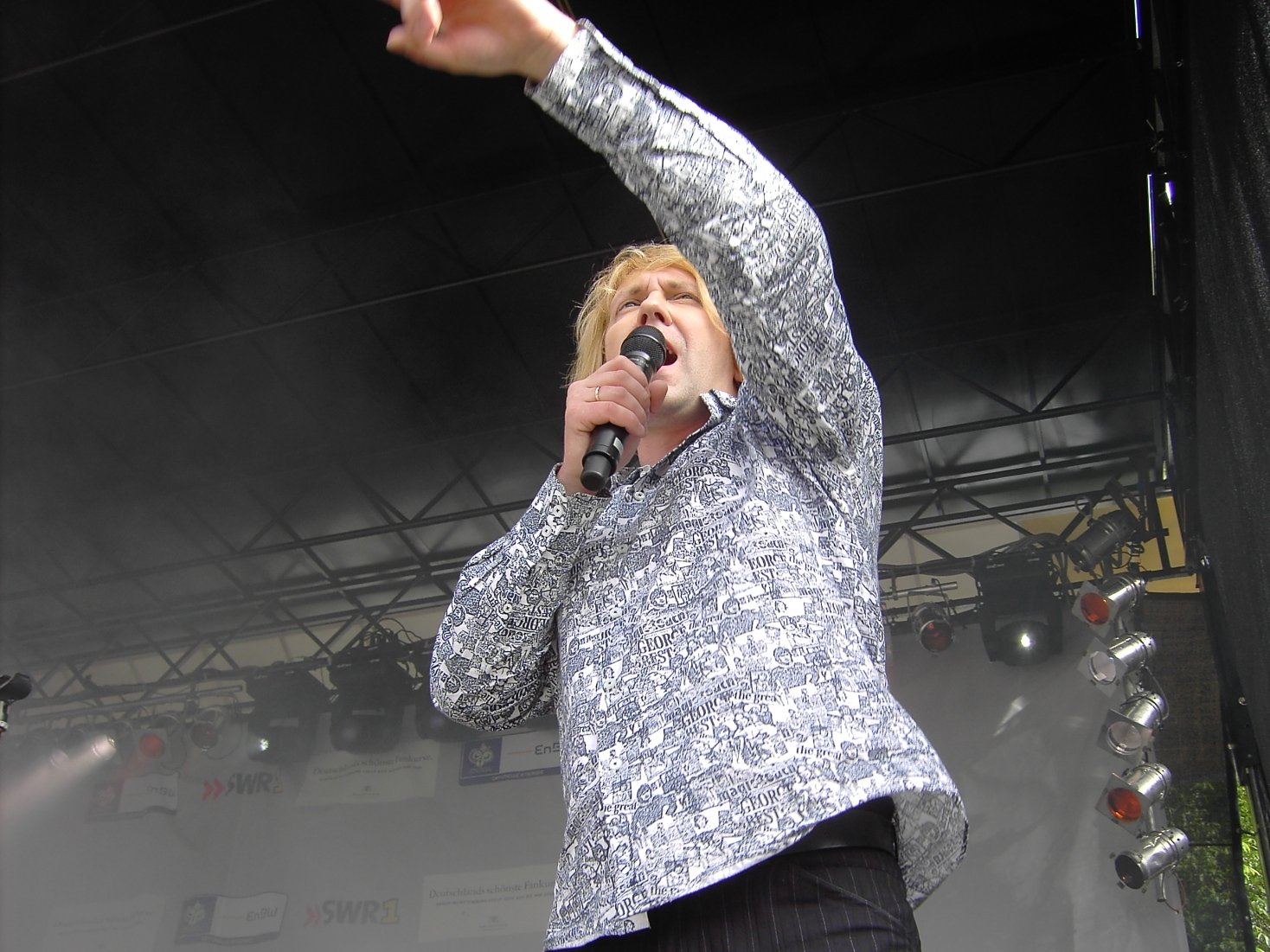
Tobias Künzel

Az NDK idején, 1987-ben ’Die Herzbuben’ néven indult be karrierjük. Mivel egy alkalommal összetévesztették őket a Wildecker Herzbuben nevű együttessel, 1991-ben átkeresztelték magukat ’Die Prinzen’-re.  Rögtön ezután hatalmas sikert könyvelhettek el maguknak első számukkal, a Gabi und Klausszal.
Még ebben az évben kiadták első albumukat (Das Leben ist grausam) és Udo Lindenberg különleges vendégeiként turnéztak. A fiúk 14 arany és 6 platinalemezt kaptak. (2001-es állás)

## Stílus
Az együttes stílusa különösen az első három albumuknál (Das Leben ist grausam, Küssen verboten, Alles nur geklaut) rajzolódott ki, melynél Annette Humpe volt a producer. Kiváló A-capella, és eredeti szövegek jellemezték őket. 1996-ban a fiúk megváltak addigi producerüktől. Az ötödik albumuknál (Alles mit'm Mund) már Stefan Raab töltötte be a produceri tisztet. Már a 4. albumnál (Schweine) kezdett megváltozni a stílusuk: a zene rockosabb lett, gyakrabban használtak elektronikus segédeszközöket, a szövegek a szexszel és a társadalomról szótak, a szóhasználat agresszívebb lett. 
Az új albumokban egyre több szentimentális dal bukkant fel. Egy ideje  Sebastian Krumbiegel saját, önálló albumánál producerkedik. Ez az album egy igazán nyugodt, érzelmekkel teli stílust követ. 2004 óta a leghíresebb szász cég, a  Freiberger Brauhaus reklámozza őket.

## Tagok
Die Prinzen:
- Sebastian Krumbiegel
- Tobias Künzel
- Wolfgang Lenk
- Jens Sembdner
- Henri Schmidt

A háttérzenekar:
- Ali Zieme
- Mathias Dietrich: (1964–) 14 évesen már gitárleckéket vett. Magdeburgban különböző zenekarokban játszott. 1987-91 között a lipcsei zeneakadémián tanult. 1991-94 között az ország különböző zenekaraiban, musicaleiben, színházaiban játszott, 1994-ben lett a Prinzen basszusgitárosa.[forrás?]

## Diszkográfia

### Albumok
- Das Leben ist grausam (1991)
- Das Leben ist grausam (a cappella)
- Küssen verboten (1992)
- Küssen verboten (a cappella)
- Alles nur geklaut (1993)
- Alles nur geklaut (a cappella)
- Schweine (1995)
- Alles mit'm Mund (1996)
- Ganz oben – Best of (1997)
- A-Cappella-Album (1997)
- Soviel Spaß für wenig Geld (1999)
- Soviel Spaß für wenig Geld (a cappella)
- Festplatte (1999)
- D (2001)
- Monarchie in Germany (2003)
- HardChor (2004)
- Akustisch live (2006)
- Die Prinzen Orchestral (2007)
- Die neuen Männer (2008)
- Familienalbum (2015)

### Videók
- VHS Das erste Video (1993)
- VHS Das Live Video (1994)
- DVD 10 Jahre Popmusik (2001)
- VHS 10 Jahre Popmusik (2001)
- DVD (Dual Disc) Akustisch live (2006)
- DVD Die Prinzen Orchestral (2007)

### Kislemezek
- Gabi und Klaus (1991)
- Millionär (1991)
- Mein Fahrrad (1991)
- Mann im Mond (1991)
- Küssen verboten (1992)
- Küssen verboten – Die Königlichen Remixe (1992)
- Bombe (1992)
- 1x (1992)
- Alles nur geklaut (1993)
- Überall (1993)
- Du spinnst doch (1993)
- (Du mußt ein) Schwein sein (1995)
- Ich will ein Baby (1995)
- Alles mit'm Mund (1996)
- Hose runter (1996)
- Heute ha-ha-habe ich Geburtstag (1997)
- Ganz oben (1997)
- Junimond (1998)
- So viel Spaß für wenig Geld (1999)
- Sie will mich (1999)
- Deutschland (2001)
- Hier sind wir (2001)
- Popmusik (2001)
- Olli Kahn (2002)
- Tiere sind zum Essen da (2003)
- Chronisch Pleite (2003)
- Unsicherheit macht sich breit (2004)

A következő Prinzen-dalokat más együttesek is feldolgozták:
Bass Sultan Hengzt – Millionär (Millionär)
Groove Coverage – On the Radio (Mann im Mond)

## Slágerlistás helyezések

### Kislemezek
| Év   | Szám                                   | D  | A  | CH |
| ---- | -------------------------------------- | -- | -- | -- |
| 1991 | Gabi und Klaus                         | 24 | -  | 9  |
| 1991 | Millionär                              | 36 | 29 | 11 |
| 1992 | Mann im Mond                           | 30 | -  | -  |
| 1992 | Mein Fahrrad                           | 68 | -  | -  |
| 1992 | Küssen verboten                        | 17 | -  | -  |
| 1993 | Alles nur geklaut                      | 4  | 3  | 26 |
| 1994 | Überall                                | 63 | -  | -  |
| 1995 | Du mußt ein Schwein sein               | 8  | 13 | 26 |
| 1996 | Alles Mit Dem Mund                     | 96 | -  | -  |
| 1997 | Ganz oben (a Thomanerchor Leipzig-hel) | 82 | -  | -  |
| 1999 | So viel Spaß für wenig Geld            | 68 | -  | -  |
| 2001 | Deutschland                            | 15 | 10 | -  |
| 2002 | Olli Kahn                              | 32 | -  | -  |
| 2003 | Chronisch pleite                       | 56 | -  | -  |
| 2004 | Unsicherheit macht sich breit          | 77 | -  | -  |

### Albumok
| Év   | Album                            | D  | A  | CH |
| ---- | -------------------------------- | -- | -- | -- |
| 1991 | Das Leben ist grausam            | -  | 39 | 20 |
| 1992 | Küssen verboten                  | 6  | -  | 21 |
| 1993 | Alles nur geklaut                | 4  | 2  | 13 |
| 1995 | Schweine                         | 3  | 6  | 22 |
| 1996 | Alles mit'm Mund                 | 25 | -  | -  |
| 1997 | Ganz oben – Hits MCMXCI-MCMXCVII | 23 | -  | -  |
| 1999 | So viel Spaß für wenig Geld      | 9  | -  | -  |
| 1999 | Festplatte                       | 88 | -  | -  |
| 2001 | D                                | 13 | 50 | -  |
| 2003 | Monarchie in Germany             | 17 | -  | -  |
| 2004 | Hardchor                         | 61 | -  | -  |
| 2006 | Akustisch Live                   | 28 | -  | -  |